# Kinas provinser
I Folkrepubliken Kina utgör provinserna den översta administrativa indelningen. Idag finns det 34 enheter på denna nivå. Av dessa är 23 egentliga provinser, 4 storstadsområden, 5 autonoma regioner och 2 speciella administrativa regioner. Bland de 23 provinserna ingår Taiwan, som folkrepubliken gör anspråk på men inte kontrollerar.

## Historia
Kinas nuvarande provinsindelning i det egentliga Kina går i huvudsak tillbaka till Qingdynastin, som var den första kejsardynastin som skapade en permanent provinsförvaltning. Varje provins lydde under en provinsguvernör (xúnfǔ 巡抚) och ofta lydde två provinser under en generalguvernör (zǒngdū 总督). Dessa två ämbetsmän hade samma rang i den administrativa hierarkin och övervakade varandra.
Under Republiken Kina omorganiserades antalet provinser och en rad nya provinser infördes bland annat i Manchuriet, Inre Mongoliet och Sichuan. Till dessa provinser hörde Antung, Chahar, Hokiang, Liaopeh, Nunkiang, Jehol, Sungkiang, Suiyuan, Sikang och Hsingan.
De flesta av dessa provinser avskaffades i samband med grundandet av Folkrepubliken Kina 1949. Under Folkrepublikens första decennier organiserades provinserna ett antal gånger och särskilt i norra och nordöstra Kina genomgick flera omorganiseringar. Exempel på kortvariga provinser som inte längre existerar är Liaoxi, Liaodong och Pingyuan. Först 1979 stabiliserades provinsindelningen.

## Dagens provinser
Enheter på provinsnivå har samma rang i statsapparaten som ministerier under statsrådet, vilket betyder att ministerier inte kan ge direkt order till provinsregeringar.
Idag finns det fyra olika typer av administrativa regioner på provinsnivå: provinser (shěng 省), autonoma områden (zìzhìqū 自治区), särskilda administrativa regioner (tèbié xíngzhèngqū 特别行政区) och storstadsområden (zhíxiáshì 直辖市).

## Provinser
- Anhui (安徽)
- Fujian (福建)
- Gansu (甘肃)
- Guangdong (广东)
- Guizhou (贵州)
- Hainan (海南)
- Hebei (河北)
- Heilongjiang (黑龙江)
- Henan (河南)
- Hubei (湖北)
- Hunan (湖南)
- Jiangsu (江苏)
- Jiangxi (江西)
- Jilin (吉林)
- Liaoning (辽宁)
- Qinghai (青海)
- Shaanxi (陕西)
- Shandong (山东)
- Shanxi (山西)
- Sichuan (四川)
- Yunnan (云南)
- Zhejiang (浙江)

## Autonoma områden
- Guangxi (广西)
- Inre Mongoliet (Nèi Měnggǔ 内蒙古)
- Ningxia (宁夏)
- Xinjiang (新疆)
- Tibet (Xīzàng 西藏)

## Storstadsområden direkt under centralregeringen
- Beijing (北京)
- Chongqing (重庆)
- Shanghai (上海)
- Tianjin (天津)

## Särskilda administrativa regioner
- Hongkong (Xiānggǎng 香港)
- Macao (Àomén 澳门)

## Taiwan
Officiellt hävdar både regeringen i Peking och den i Taiwans huvudstad Taipei att det bara finns "ett Kina", och att Taiwan är en av detta Kinas provinser. Flertalet stater, däribland Sverige, erkänner bara Folkrepubliken och har som en konsekvens inga direkta diplomatiska förbindelser med Taiwan. Taiwan har erbjudits en "återförening" med Fastlandskina under konceptet ett land - två system men fungerar i praktiken sedan länge som ett självständigt land. Taiwanesiska strävanden efter formell självständighet efter demokratiseringen som följde Nationalisternas diktatur på ön har lett till stora spänningar mellan Kina och Taiwan samtidigt som deras ekonomier har blivit allt mer sammanvävda.